# Stadio Adelmar da Costa Carvalho
Lo stadio Adelmar da Costa Carvalho (port. Estádio Adelmar da Costa Carvalho), conosciuto anche come Ilha do Retiro, è uno stadio sportivo situato a Recife, in Brasile.
Esso è di proprietà dello Sport Club do Recife.

## Controversie
Lo stadio venne criticato molto, da alcuni architetti, a seguito del match, terminato 1 - 0 per i padroni di casa, della Copa Nordeste, contro l’ABC. A metà del secondo tempo il campo si inondó per via di una forte pioggia.